# The Original Peacock Recordings
The Original Peacock Recordings  — альбом-сборник Кларенса «Гейтмута» Брауна, выпущенный в 1983 году, содержит ранние записи музыканта периода 1952—1959 годов. Лауреат 5th Blues Music Awards 1984 года в номинации «Перевыпущенный альбом» .

## Об альбоме
The Original Peacock Recordings — альбом записей 1950-х годов, сделанных Кларенсом Брауном для Peacock Records. Все записи сделаны в Хьюстоне: A2 в 1952 году, A5, A6 в 1953 году, A1, B2, B6, A4, B1, B5 в 1954 году, B3, A3 3 3 июля 1956 года и B4 в сентябре 1959 года. Почти все песни ранее были изданы на синглах, за исключением ранее не издававшихся «That’s Your Daddy Yaddy Yo» и «Good Looking Woman». 
Allmusic, поставивший альбому пять из пяти звёзд: «Послушайте, как его пылающая гитара пронзает и переплетается c джазовой линией тромбониста Плюмы Дэвиса в „Okie Dokie Stomp“ 1954 года и/или стратосферные фразы, пропитывающие „Dirty Work at the Crossroads“. Браун доказывает, что скрипка может чудесно адаптироваться к блюзу (по крайней мере, в правильных руках) в „Just Before Dawn“ и немного дует в атмосферную гармонику в „Gate’s Salty Blues“» .
«Классический переизданный альбом 1950-х. Прекрасная документация ранних работ одного из лучших гитаристов-стилистов из Техаса, записанная, когда он был мощным, креативным и новаторским» 
«Коллекция записей 1952—1959 годов, демонстрирующая его ранний блеск в техасском блюзе…является точным представлением его раннего творчества и необходимой ступенькой для артиста, который позже углубится в джамп-джаз и биг-бэнд. Поклонники Гейтмута и блюзовой музыки определенно должны приобрести этот альбом» .
Голландский журнал Blues Magazine поставил альбом на 37 место в списке The Iconic Blues Albums, блюзовых альбомов, которые должны быть в коллекции, сказав что «Альбом показывает, почему его считают одним из самых талантливых и влиятельных блюзовых музыкантов той эпохи». В журнале среди ярких треков отметили «Dirty Work At The Crossroads», «Just Before Dawn» и «Gate's Salty Blues» и особо выделили «Okie Dokie Stomp», энергичную и ритмичную песняю с запоминающейся мелодией и «Sad Hour» — «ещё одна впечатляющая песня в альбоме, в которой Браун играет виртуозно и передает меланхоличную атмосферу» 
В дальнейшем альбом переиздавался, как на LP, так и на CD, как в США, так и в Европе. 

## Список композиций
| №  | Название                       | Автор(ы)                | Длительность |
| -- | ------------------------------ | ----------------------- | ------------ |
| 1. | «Midnight Hour»                | Кларенс Браун           | 2:45         |
| 2. | «Sad Hour»                     | Кларенс Браун, Дон Роби | 2:45         |
| 3. | «Ain't That Dandy»             | Кларенс Браун           | 2:51         |
| 4. | «That's Your Daddy Yaddy Yo»   | Кларенс Браун           | 2:41         |
| 5. | «Dirty Work At The Crossroads» | Дон Роби                | 2:48         |
| 6. | «Hurry Back Good News»         | Дон Роби                | 2:48         |

| №   | Название             | Автор(ы)      | Длительность |
| --- | -------------------- | ------------- | ------------ |
| 7.  | «Okie Dokie Stomp»   | Плюма Дэвис   | 2:31         |
| 8.  | «Good Looking Woman» | Кларенс Браун | 2:34         |
| 9.  | «Gate's Salty Blues» | Эдди Кёртис   | 2:38         |
| 10. | «Just Before Dawn»   | Кларенс Браун | 2:06         |
| 11. | «Depression Blues»   | Кларенс Браун | 2:53         |
| 12. | «For Now So Long»    | Кларенс Браун | 2:43         |

## Участники записи
- Кларенс «Гейтмут» Браун  — гитара, вокал (кроме B4), скрипка (B4), губная гармоника (A3, B3)

- Натаниэль Дуглас — гитара (A3, B3)
- Билл Харви  — саксофон-тенор (А1 — А4, B1 — B6)
- Аллен Кларк  — саксофон-баритон (А3), баритон-гитара (B3)
- Фред Форд  — саксофон-баритон (B1), баритон-гитара (B5)
- Плюма Дэвис — тромбон (A3, B1, B3, B5)
- Генри Бузье — труба (A3, B3)
- Пол Мондей — фортепиано (A2, A6, B1, B4, B5)
- Карл Оуэнс — фортепиано (A3, B3)
- Джимми Маккрэкин — фортепиано (A5)
- Джонни Паркер — бас-гитара (A2), саксофон-альт (A5)
- Карл Лотт — бас-гитара (A3, B3)
- Джо Туссен — бас-гитара (A5)
- Рэй Джонсон — бас-гитара (A6, B1, B4, B5)
- Эмиль Рассел — ударные (A3, B3)
- Сан Фриско Джефф — ударные (A5)
- Хуал Кёртис — ударные (A6)
- Дюк Баркер — ударные (B1, B4, B5)

В случае, если в песне не указан исполнитель, он неизвестен.

## Производство
- Кларенс «Гейтмут» Браун — продюсер компиляции
- Скотт Биллингтон — продюсер компиляции, дизайн конверта
- Дик Шурман — аннотация